# Wilhelm Pertl
Wilhelm Pertl († 19. Mai 1716 in Gotteszell) war Abt des Klosters Gotteszell.

## Leben
Wilhelm Pertl wurde 1689 als Nachfolger des verstorbenen Bonifatius Hiltprand zum Abt des Klosters Gotteszell gewählt. Er ließ die Klostergebäude um- und ausbauen, u. a. durch Anfügung eines Flügelbaues nach Westen mit Torüberbau. Als eine Hauptaufgabe stellte sich Abt Wilhelm die Verbesserung der Schule und des höheren wissenschaftlichen Unterrichts und leistete mit der Gründung einer Klosterschule einen wichtigen Beitrag zum Elementarunterricht der ländlichen Bevölkerung. 